# حازم المشد
حازم المشد (22 فبراير 1999)، هو لاعب كرة سلة مصري. يلعب لنادي الزمالك ولمنتخب مصر لكرة السلة.

## المسيرة الإحترافية
سوف يشارك حازم مع الزمالك في بطولة كأس العالم للأندية لكرة السلة 2022.